# تاکتالاچوک
تاکتالاچوک (انگلیسی: Taktalachuk) یک شهرک در شهرستان کراسنوکامسکی استان باشقیرستان کشور روسیه است.